# NHL Dispersal und Expansion Draft 1991
Der NHL Dispersal und Expansion Draft 1991 fand am 30. Mai 1991 per Telefonkonferenz unter Leitung der nordamerikanischen Eishockeyliga National Hockey League statt. Die Drafts wurden abgehalten, da das durch die Aufstockung der NHL entstandene Franchise der San Jose Sharks mit Spielern gefüllt werden musste.

## Hintergrund
Im Jahr 1990 sanken die Zuschauerzahlen der Minnesota North Stars zusehends, weshalb die Besitzer des Teams, George und Gordon Gund, die NHL um die Genehmigung baten, das Team in die San Francisco Bay Area umzusiedeln. Die NHL wollte weiterhin ein Franchise in Minnesota halten und lehnte eine Umsiedlung ab. Als Kompromiss stimmte die NHL der Auflösung der Minnesota North Stars/Cleveland Barons-Fusion aus dem Jahr 1978 zu.
Die Cleveland Barons wurden nach San José im Bundesstaat Kalifornien umgesiedelt und unter dem Namen San Jose Sharks als ein neues Franchise eröffnet. Zum größten Teil wurde der Kader der Sharks durch Spieler des North-Stars-Franchise mittels eines Dispersal Draft gefüllt, komplettiert wurde der Kader durch Spieler aus dem Expansion Draft, an dem auch die North Stars teilnahmen.
Die Gunds wurden Besitzer der San Jose Sharks. Der neue Besitzer der Minnesota North Stars wurde Norman Green, der das Team 1993 nach Dallas umsiedelte. Die Cleveland Barons existierten seit 1967 als California Seals, bevor sie nach Cleveland umzogen und später mit den Minnesota North Stars fusionierten. Im Grunde sind die San Jose Sharks der Nachfolger der Cleveland Barons.

## Regeln
Dispersal Draft: Vor dem Draft wählten die Minnesota North Stars aus ihrem Kader 14 Feldspieler und zwei Torhüter aus, die zum Ende der Saison 1989/90 mindestens 50 Spiele absolviert hatten. Diese Spieler waren nicht im Draft verfügbar. Von den restlichen Spielern aus der Organisation der North Stars durften nun die San Jose Sharks 14 Feldspieler und zwei Torhüter auswählen, allerdings keine gedrafteten Spieler aus dem NHL Entry Draft 1990 mit gültigem Vertrag. Bis zu drei Spieler konnten gedraftete Spieler ohne Vertrag sein.
Nachdem beide Teams ihre insgesamt 16 Spieler ausgewählt hatten, konnte jedes Team von den übrig gebliebenen Spielern abwechselnd einen Spieler auswählen.
Expansion Draft: Die restlichen 20 Teams der Liga konnten je zwei Torhüter und 16 Feldspieler aus ihrer Mannschaft auswählen, die nicht im Expansion Draft verfügbar waren. Abwechselnd wählten nun beide Teams einen Spieler aus bis jedes Team auf zehn Spieler kam. 20 Spieler konnten insgesamt ausgewählt werden, von jedem der 20 Teams aber nur einer.

## Ergebnis des Dispersal Draft
Die San Jose Sharks wählten 24 Spieler aus dem System der Minnesota North Stars aus, von denen 15 zu Einsätzen für die Sharks in der NHL kamen. Die bedeutendste Verpflichtung war der lettische Torhüter Artūrs Irbe.
Abkürzungen: G = Torhüter, D = Verteidiger, C = Center, LW = Linker Flügelstürmer, RW = Rechter Flügelstürmer

| Nr. | Name           |                    | Pos | Vorheriges Team                |
| --- | -------------- | ------------------ | --- | ------------------------------ |
| 1.  | Shane Churla   | Kanada             | RW  | Minnesota North Stars (NHL)    |
| 2.  | Brian Hayward  | Kanada             | G   | Minnesota North Stars (NHL)    |
| 3.  | Neil Wilkinson | Kanada             | D   | Minnesota North Stars (NHL)    |
| 4.  | Rob Zettler    | Kanada             | D   | Minnesota North Stars (NHL)    |
| 5.  | Ed Courtenay   | Kanada             | RW  | Kalamazoo Wings (IHL)          |
| 6.  | Kevin Evans    | Kanada             | LW  | Kalamazoo Wings (IHL)          |
| 7.  | Link Gaetz     | Kanada             | D   | Kalamazoo Wings (IHL)          |
| 8.  | Dan Keczmer    | Vereinigte Staaten | D   | Kalamazoo Wings (IHL)          |
| 9.  | Dean Kolstad   | Kanada             | D   | Kalamazoo Wings (IHL)          |
| 10. | Peter Lappin   | Vereinigte Staaten | RW  | Kalamazoo Wings (IHL)          |
| 11. | Pat MacLeod    | Kanada             | D   | Kalamazoo Wings (IHL)          |
| 12. | Mike McHugh    | Vereinigte Staaten | LW  | Kalamazoo Wings (IHL)          |
| 13. | Jarmo Myllys   | Finnland           | G   | Kalamazoo Wings (IHL)          |
| 14. | J. F. Quintin  | Kanada             | LW  | Kalamazoo Wings (IHL)          |
| 15. | Scott Cashman  | Kanada             | G   | Boston University (HE)         |
| 16. | Murray Garbutt | Kanada             | C   | Spokane Chiefs (WHL)           |
| 17. | Rob Gaudreau   | Vereinigte Staaten | RW  | Providence College (HE)        |
| 18. | Artūrs Irbe    | Lettland           | G   | Dinamo Riga (Wysschaja Liga)   |
| 19. | Shaun Kane     | Vereinigte Staaten | D   | Providence College (HE)        |
| 20. | Larry Olimb    | Vereinigte Staaten | C   | University of Minnesota (WCHA) |
| 21. | Tom Pederson   | Vereinigte Staaten | D   | University of Minnesota (WCHA) |
| 22. | Bryan Schoen   | Vereinigte Staaten | G   | University of Denver (WCHA)    |
| 23. | John Weisbrod  | Vereinigte Staaten | C   | Harvard University (ECAC)      |
| 24. | Doug Zmolek    | Vereinigte Staaten | D   | University of Minnesota (WCHA) |

## Ergebnis des Expansion Draft
Abkürzungen: G = Torhüter, D = Verteidiger, C = Center, LW = Linker Flügelstürmer, RW = Rechter Flügelstürmer
| Nr. | Name                 |          | Pos | Vorheriges Team     | Ausgewählt von        |
| --- | -------------------- | -------- | --- | ------------------- | --------------------- |
| 1.  | Jeff Hackett         | Kanada   | G   | New York Islanders  | San Jose Sharks       |
| 2.  | Rob Ramage           | Kanada   | D   | Toronto Maple Leafs | Minnesota North Stars |
| 3.  | Jayson More          | Kanada   | D   | Montréal Canadiens  | San Jose Sharks       |
| 4.  | Dave Babych          | Kanada   | D   | Hartford Whalers    | Minnesota North Stars |
| 5.  | Rick Lessard         | Kanada   | D   | Calgary Flames      | San Jose Sharks       |
| 6.  | Allen Pedersen       | Kanada   | D   | Boston Bruins       | Minnesota North Stars |
| 7.  | Bob McGill           | Kanada   | D   | Chicago Blackhawks  | San Jose Sharks       |
| 8.  | Charlie Huddy        | Kanada   | D   | Edmonton Oilers     | Minnesota North Stars |
| 9.  | Tim Kerr             | Kanada   | RW  | Philadelphia Flyers | San Jose Sharks       |
| 10. | Kelly Kisio          | Kanada   | C   | New York Rangers    | Minnesota North Stars |
| 11. | Jeff Madill          | Kanada   | RW  | New Jersey Devils   | San Jose Sharks       |
| 12. | Randy Gilhen         | Kanada   | C   | Pittsburgh Penguins | Minnesota North Stars |
| 13. | David Bruce          | Kanada   | LW  | St. Louis Blues     | San Jose Sharks       |
| 14. | Rob Murray           | Kanada   | C   | Washington Capitals | Minnesota North Stars |
| 15. | Greg Paslawski       | Kanada   | RW  | Buffalo Sabres      | San Jose Sharks       |
| 16. | Tyler Larter         | Kanada   | C   | Winnipeg Jets       | Minnesota North Stars |
| 17. | Bengt-Åke Gustafsson | Schweden | C   | Detroit Red Wings   | San Jose Sharks       |
| 18. | Jim Thomson          | Kanada   | RW  | Los Angeles Kings   | Minnesota North Stars |
| 19. | Craig Coxe           | Kanada   | C   | Vancouver Canucks   | San Jose Sharks       |
| 20. | Guy Lafleur          | Kanada   | RW  | Québec Nordiques    | Minnesota North Stars |

## Nach dem Draft
Nicht alle Spieler starteten mit ihrem neuen Team in die nächste Saison:
- Tim Kerr, ausgewählt von San Jose im Expansion Draft, wurde am 30. Mai 1991 für Brian Mullen zu den New York Rangers transferiert.
- Rob Murray, ausgewählt von Minnesota im Expansion Draft, wurde am 31. Mai 1991 für einen Siebtrunden-Draftpick zu den Winnipeg Jets transferiert.
- Greg Paslawski, ausgewählt von San Jose im Expansion Draft, wurde am 31. Mai 1991 für Tony Hrkac zu den Quebec Nordiques transferiert.
- Shane Churla, ausgewählt von San Jose im Dispersal Draft, wurde am 3. Juni 1991 für Kelly Kisio, den Minnesota im Expansion Draft ausgewählt hatte, zurück nach Minnesota transferiert.
- Dave Babych, ausgewählt von Minnesota im Expansion Draft, wurde am 22. Juni 1991 für Tom Kurvers zu den Vancouver Canucks transferiert.
- Charlie Huddy, Randy Gilhen und Jim Thomson, alle ausgewählt von Minnesota im Expansion Draft, wurden am 22. Juni 1991 für Todd Elik zu den Los Angeles Kings transferiert.
- Dan Keczmer, ausgewählt von San Jose im Dispersal Draft, wurde am 2. Oktober für Dean Evason zu den Hartford Whalers transferiert.
- Guy Lafleur, ausgewählt von Minnesota im Expansion Draft, beendete vor der Saison 1991/92 seine Karriere.